# Presidente del quorum dei dodici apostoli
Nella Chiesa di Gesù Cristo dei santi degli ultimi giorni, il Presidente del quorum dei dodici apostoli è l'Apostolo più anziano dopo il Presidente (l'anzianità è calcolata in base alla permanenza nel quorum dei dodici apostoli, non all'età anagrafica). È il primo nella linea di successione alla guida della Chiesa in caso che il Presidente deceda. Gli spetta il titolo di "Presidente", a differenza degli altri membri del quorum che detengono il titolo di "Anziano". Nel 2008 la carica è detenuta da Boyd Kenneth Packer.